# Giáo đường Do Thái Izaak

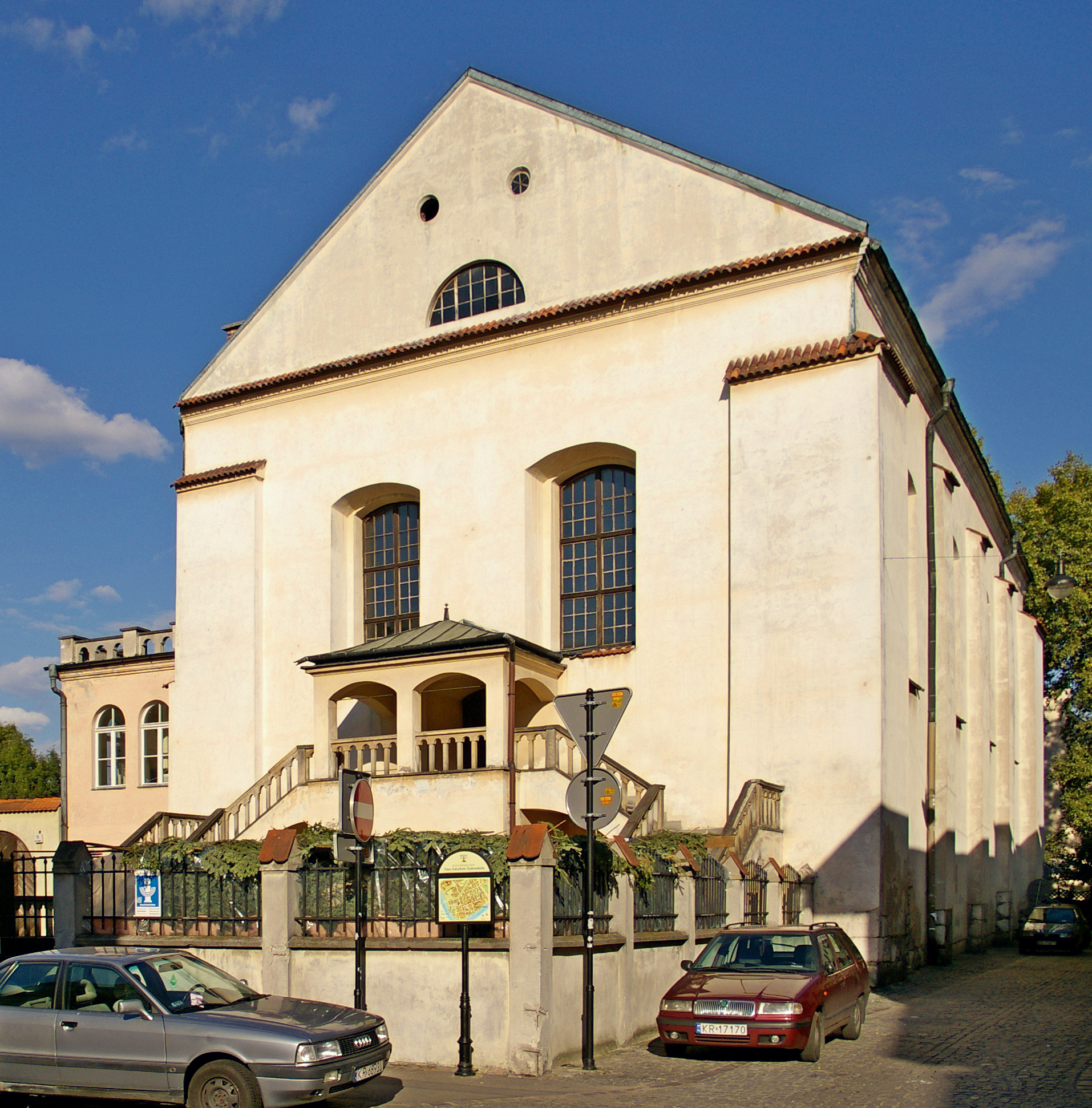
Giáo đường Do Thái Izaak Jakubowicz

Giáo đường Do Thái Izaak hay Giáo đường Do Thái Isaac, chính thức được gọi là Giáo đường Do Thái Isaak Jakubowicz, là một Nhà nguyện được xây dựng năm 1644 tại Quận Kazimierz lịch sử của Krakow, Ba Lan. Giáo đường được đặt theo tên của người tài trợ xây dựng nó, Izaak Jakubowicz (mất năm 1673), cũng được gọi là Isaac the Rich, một nhân viên ngân hàng của Vua Władysław IV. Giáo đường được thiết kế bởi Francesco Olivierri, một người Ý làm việc tại Ba Lan trong thời đại đó. Jakubowicz được chôn cất tại Nghĩa trang Remah. Các biến thể của tên bao gồm Ayzik, Izaak và Isaac. Izaak là cách đánh vần chuẩn của Ba Lan, trong khi Jakubowicz trong tiếng Ba Lan để miêu tả "Con của Jacob".

## Truyền thuyết liên quan đến giáo đường này
"Người sáng lập giáo đường là anh hùng của một huyền thoại nổi tiếng xuất phát từ Thần thoại Nghìn lẻ một đêm. Ayzik Jakubowicz, một người Do Thái ngoan đạo nhưng tội nghiệp, mơ ước rằng có kho báu đang được giấu dưới cây cầu cũ ở Prague. Không chần chừ, anh đã đi đến đó. Khi đến nơi, hóa ra cây cầu được bảo vệ bởi một đội quân và việc đào bới là điều không thể thực hiện. Ayzik đã nói với viên sĩ quan về giấc mơ của anh ta, hứa với anh ta sẽ chia một nửa chiến lợi phẩm. Viên cảnh sát vặn lại, "Chỉ những kẻ ngu như người Do Thái ở Ba Lan mới có thể tin vào những giấc mơ. Trong nhiều đêm nay tôi đã mơ thấy rằng ở thị trấn Kazimierz của người Do Thái có một kho báu được giấu trong lò nướng của nhà của người Do Thái nghèo Ayzik Jakubowicz. Bạn có nghĩ rằng tôi thật ngu ngốc khi đi đến Cracow và tìm ngôi nhà của Isaac, con trai của Jacob không? ". Ayzik trở về nhà ngay lập tức, xới tung lò nướng và tìm được kho báu, cuối cùng anh trở nên giàu có. Sau đó, người ta nói: 'Có một số thứ mà bạn có thể tìm kiếm trên toàn thế giới, chỉ để tìm thấy chúng trong chính ngôi nhà của bạn. Tuy nhiên, trước khi bạn nhận ra điều này, bạn thường phải tiếp tục hành trình và tìm kiếm rất xa. ' " 

## Kiến trúc
Các bức tường bên trong của tòa nhà Baroque đầu tiên được tô điểm bằng những lời cầu nguyện được sơn lên, có thể nhìn thấy sau khi bảo tồn loại bỏ các lớp sơn. Trần vòm được tô điểm bằng vòng hoa thạch cao baroque và vòng hoa. Trước khi Đức Quốc xã chiếm đóng Ba Lan, giáo đường tự hào là một Aron Kodesh được yêu thích rộng rãi, bằng gỗ, baroque. Khi tòa nhà được lên kế hoạch, thiết kế được một số quan chức giáo phận coi là quá đẹp đối với người Do Thái, điều này dẫn đến sự chậm trễ trong việc xây dựng giáo đường. Nhà sử học kiến trúc Carol Herselle Krinsky coi Isaak (Isaac) là "quan trọng nhất về mặt kiến trúc" trong tất cả các giáo đường Do Thái cũ của Kraków. Theo Krinsky, phòng trưng bày của womes và cầu thang bên ngoài dẫn đến nó là một bổ sung sau này cho tòa nhà.

## Lịch sử
Vào ngày 5 tháng 12 năm 1939, Gestapo đến tòa nhà Kraków Judenrat và ra lệnh cho Maximilian Redlich, quan chức Do Thái làm nhiệm vụ ngày hôm đó, để đốt những cuộn giấy của Torah. Khi Redlich từ chối, ông đã bị bắn chết.
Đức quốc xã đã phá hủy nội thất và đồ đạc, bao gồm cả bimah và Aron Kodesh. Sau chiến tranh, tòa nhà được sử dụng bởi một nhà điêu khắc cùng với xưởng điêu khắc và sau đó bởi một công ty nhà hát làm không gian xưởng và để lưu trữ đạo cụ. Cho đến gần đây, nó là một không gian triển lãm. Một vụ hỏa hoạn năm 1981 đã làm hỏng nội thất. Một cuộc cải tạo đã được bắt đầu vào năm 1983 và năm 1989, với sự sụp đổ của chủ nghĩa Cộng sản ở Ba Lan, tòa nhà đã được trả lại cho cộng đồng Do Thái. Bây giờ nó là một Giáo đường Chính thống một lần nữa.